# Strahovice
Strahovice (německy Strandorf, polsky Strachowice) jsou obec v okrese Opava v Moravskoslezském kraji. Žije v ní 884 obyvatel a katastrální území obce má rozlohu 507 ha.
Strahovice se nacházejí v Hlučínské pahorkatině. Sousední obce jsou Bolatice, Chuchelná, Rohov, Krzanowice, Kobeřice. Ve vzdálenosti devět kilometrů jihozápadně leží město Kravaře, čtrnáct kilometrů jižně město Hlučín, patnáct kilometrů jihozápadně statutární město Opava a 22 kilometrů jihovýchodně město Bohumín.

## Název
Na vesnici bylo přeneseno původní pojmenování jejích obyvatel Strahovici. To bylo zřejmě odvozeno od osobního jména Straha (jehož základem bylo sloveso strahovati - „střežit, strážit“) a jeho význam byl „Strahovi lidé“. Nelze vyloučit, že pojmenování Strahovici bylo odvozeno přímo od slovesa strahovati, a pak mělo význam „lidé, kteří strážili“. Německé jméno vesnice vzniklo z českého.

## Historie
Unikátní nález zubu koně z doby konce pleistocénu a začátku holocénu, což je těsně po konci doby ledové a představuje stáří asi 10 000 let.
První písemná zmínka o obci pochází z roku 1349. V této obci je pověst o hodinovém dolu, kde byl prý původně zámek, který se propadl do země a do nynějška tam zní tikot hodin. Dnes v tomto místě vyvěrá pramenitá voda, která slouží jako zdroj pitné vody pro tři obce.

## Obyvatelstvo
| Rok            | 1869 | 1880 | 1890 | 1900 | 1910 | 1921 | 1930 | 1950 | 1961 | 1970 | 1980 | 1991 | 2001 | 2011 | 2021 |
| -------------- | ---- | ---- | ---- | ---- | ---- | ---- | ---- | ---- | ---- | ---- | ---- | ---- | ---- | ---- | ---- |
| Počet obyvatel | 511  | 528  | 576  | 589  | 615  | 705  | 693  | 668  | 853  | 864  | 893  | 871  | 892  | 920  | 846  |
| Počet domů     | 95   | 98   | 97   | 93   | 106  | 119  | 149  | 144  | 167  | 174  | 193  | 209  | 218  | 223  | 233  |

## Obecní správa
Mezi lety 1869–1978 Strahovice byly obcí v okrese Ratiboř (1869–1910), poté v okrese Hlučín (1921), poté v okrese Opava (1930), poté opět v okrese Hlučín (1950) a později opět v okrese Opava. Od 1. ledna 1979 do 30. června 1990 patřily jako část obce k Chuchelné a od 1. července 1990 jsou opět samostatnou obcí.

### Obecní symboly
Znak a vlajka byly obci uděleny rozhodnutím předsedy Poslanecké sněmovny Parlamentu České republiky dne 19. ledna 1995.

## Pamětihodnosti
- Kostel svatého Augustina z roku 1924 a kaple Panny Marie Schönstattské
- Roubené lidové hospodářské stavby z poloviny 19. století
- Sýpka u čp. 103
- Sýpka u čp. 78

## Kultura a rekreace
V obci se koná řada akcí: Strahovický jarmark, Živý betlém, adventní koncerty, Strahovický odpust, Strassenfest, sportovní a hasičské slavnosti, pivní slavnosti, vinobraní. V blízké pískovně roste vzácná ruderální vegetace. Za vidění stojí dva velké bludné kameny.[zdroj?]
K rekreačním sportům lze využít tělocvičnu, tartanové hřiště, minigolf nebo chatu „Královna“. K výletům lze využít napojení na řadu cyklostezek.[zdroj?]
Dvě cyklistické trasy:
- Regionální cyklotrasa č. 552 Ratiborz – Strahovice – Kobeřice – Chlebičov – Opava
- Cyklotrasa č. 6055 Ratiborz – Strahovice – Albertovec – Raduň – Hradec nad Moravicí

Spolky:
- Fotbalová mužstva organizována v SK Meteor Strahovice
- Hasiči Strahovice
- Myslivecké sdružení
- Schola Strahovice

## Osobnosti
- Richard Henkes – v letech 1941–1943 farář ve Strahovicích, v roce 2019 blahořečený

## Partnerské obce
- Krzanowice, Polsko
- Ruppach-Goldhausen, Německo